# Mammillaria ekmanii
Mammillaria ekmanii (укр. Мамілярія екмані, Мамілярія Екмана) —сукулентна рослина з роду мамілярія (Mammillaria) родини кактусових (Cactaceae).

## Етимологія
Видова назва дана Еріхом Вердерманом на честь шведського ботаніка та дослідника Аргентини, Бразилії, Куби та острова Гаїті Еріка Екмана (англ. Erik L. Ekman, 1883–1931), який і знайшов цю рослину.

## Систематика
Mammillaria ekmanii віднесена Робертом Крейгом до синонімів Mammillaria mammillaris, але вона відрізнється колючками від даного виду і, ймовірно, більш тісно пов'язана з Mammillaria nivosa.

## Загальна біоморфологічна характеристика
Рослини поодинокі.
| Орган              | Опис                                                                 |
| Коріння            |                                                                      |
| Стебло             | кулясте до коротко-циліндричного, до 8 см заввишки, в діаметрі 6 см. |
| Епідерміс          |                                                                      |
| Маміли             | конічні.                                                             |
| Ареоли             |                                                                      |
| Аксили             | з рясним білим пухом, але без щетинок.                               |
| Центральні колючки | 2-4, тьмяно-жовті, з темними кінцями, завдовжки 9-15 мм.             |
| Радіальні колючки  | 15-17, тонкі, голчасті, білі, завдовжки 4-10 мм.                     |
| Квіти              |                                                                      |
| Бутони             |                                                                      |
| Зовнішні пелюстки  |                                                                      |
| Внутрішні пелюстки |                                                                      |
| Тичинки            |                                                                      |
| Маточка            |                                                                      |
| Плоди              |                                                                      |
| Насіння            |                                                                      |

## Ареал
Ареал зростання — невеликий острівець Навасса, розташований в Ямайській протоці поблизу острова Гаїті.

## Екологія
Зростає на четвертинному вапняку на краю плато, яке описується як надзвичайно посушливе місце.

## Чисельність у природі
Немає інформації про розмір популяцій цього виду та тенденції їх зміни. Під час виявлення описувалась як рідккісна рослина.

## Охоронні заходи
Mammillaria ekmanii входить до Червоного Списку Міжнародного Союзу Охорони Природи видів, даних про які недостатньо (DD).
Охороняється Конвенцією про міжнародну торгівлю видами дикої фауни і флори, що перебувають під загрозою зникнення (CITES).